# 호세사향고향이
호세사향고양이(Diplogale hosei)는 보르네오섬에서 발견되는 시벳의 일종이다. 지난 3세대 동안(15년으로 추정)에 30% 이상 개체수 감소 추세가 진행되고 있기 때문에 IUCN 적색 목록에 취약종(VU, Vulnerable species)으로 지정되어 있으며, 서식지 파괴와 질 저하로 인한 개체수 감소 추세때문에 앞으로 3세대 이내에 30% 이상의 개체수 감소가 예상된다. 호세사향고양이속(Diplogale)의 유일종이다. 학명과 통용명은 1892년 토마스(Oldfield Thomas)가 동물학자 호세(Charles Hose)의 이름을 따서 지어졌다. 호세는 1891년 사라왁에서 이 종의 표본을 처음 수집했다.